# Александер Гјеримски
Игнаци Александер Гјеримски (Варшава, 30. јануар 1850 –  Рим, 6–8. март 1901) био је пољски сликар с краја 19. века. Био је представник реализма као и важан претеча импресионизма у Пољској.

## Биографија
Он је млађи брат Максимилијана Гјеримског. Александер Гјеримски је завршио средњу државну школу бр. III у Варшави 1867. године, а исте године је започео студије цртања у Варшави. Између 1868–1872. студирао је на Академији лепих уметности у Минхену и дипломирао са златном медаљом. Добио је похвалу за дипломски рад Венецијански трговац. Између 1873−1874. боравио је у Италији, углавном у Риму. Тамо је завршио своја прва позната дела: Roman Inn и Morra Game, које је Гијермски донео у Варшаву почетком 1875. године и изложио у галерији Зацхета. Обе слике су привукле пажњу публике и критичара.
Од краја 1875. до 1879. он се вратио у Рим, где је радио на побољшању свог уметничког рада, посебно проводећи много времена проучавајући италијанске слике. Најважније дело римског периода била је његова слика У сеници. Био је то приступ импресионизму, којем су претходиле опсежне студије у овој области (на пример Цилиндар на столу, Човек у црвеном фраку између осталих). На слици У сјеници видимо сцену друштвеног скупа из 18. века, који се одвија у сјеници испуњеној светлошћу с леђа. Такве сцене су му омогућавале да се игра бојама и светлошћу. Рад Гјеримског се може упоредити са савременим француским импресионистима, иако он још није био у Паризу и није било доказа да је видео њихов рад.
Највећи стваралачли период за Гјеримског био је између 1879−1888. године које је провео у Варшави. У то време радио је са групом младих писаца и сликара позитивиста, окупљених око часописа Wędrowiec (енг. Луталица). Одговоран за уметничке послове у овим часописима био је Станисłав Виткјевич, који се борио за јавно признање Гјеримског. Слике које је Гјеримски направио у овом периоду, на пример, Јеврејке које продају поморанџе; Староградска капија, Солечева марина, Празник труба и пескара и други засновани су на животима сиромашних људи из два варшавска округа – Повисле и Старог града. Нажалост, његова дела никада нису била схваћена и поштована у савременој Пољској. Као друге нецењене личности у домовини, без средстава за живот, напустио је Варшаву и отишао у иностранство 1888. године.
Након одласка из Пољске живио је углавном у Немачкој и Француској. Како се његово окружење мењало, мењао се и његов рад. Далеко од завичаја почео је да слика теме које нису биле тако личне. Углавном је сликао пејзаже (Куфштајн, Део Ротенбурга, морски пејзажи). Често је сликао ноћу, што му је омогућавало да слика предмете под вештачким светлом, као што су (минхенска ноктурна, Париска опера ноћу, Сумрак над Сеном).
У Пољску се вратио 1893. и остао до 1895. године, да би се пријавио за место на Академији лепих уметности у Кракову . Ово путовање је оживело његово интересовање за људске субјекте. Сељачки ковчег је једна од слика из тог периода.
Последњих година живота остао је у Италији.
Његово горко разочарење у животу открива његов аутопортрет насликан годину дана пре његове смрти. Последње године свог живота провео је у душевној болници; ипак је оставио јединствено наслеђе. Његова дела су представљала реализам, попут Курбеовог, и није се плашио да представља све животне ствари, укључујући и животе скромних људи.
Гјеримски је умро између 6. и 8. марта 1901. у Риму у душевној болници у улици Виа дела Лунгара. Сахрањен је на гробљу Кампо Верано у Риму 10. марта 1901.

## Галерија
- Јеврејска са поморанџама, 1880-1881
- Сељачки ковчег, 1894